# Preperevanje
Preperevanje je proces razpadanja kamnin pod vplivom atmosferskih pojavov in humusnih kislin. Poteka v vrhnjih predelih zemeljske skorje in tako tam povzroča nastajanje prepereline oziroma eluvija ter nadalje prsti. Preperevanje je proces nastajanja prepereline brez premikanja in ga je zato potrebno ločevati od erozije, ki je premikanje in razpadanje kamnin pod vplivom voda, ledu, vlage in težnosti.
Proces preperevanja je sestavni del kamninskega kroga in je kot tako nič drugega od prilagajanja kamnin novim razmeram na površju Zemlje, saj tu nastopijo drugačen pritisk ter temperature kot v notranjosti zemeljske skorje. Preperevanje je zato mogoče obravnavati kot od metamorfizma (nastajanje metamorfnih kamnin) nasproten postopek. Preperevanje je pomembno za nastanek prsti in posledično tudi za človeka. Tip prsti je odvisen od matične kamnine: ob pretvorbi le ene kamnine v prst bo tej v mnogo primerih primanjkovalo katere izmed za npr. rodovitnost pomembnih snovi, zato je za pridobivanje rodovitne prsti zaželena mešanica kamnin, kakršna je ledeniška sedimentna kamnina.
Različne postopke preperevanja je mogoče ločiti v dve osnovni kategoriji, tj. mehansko in kemično preperevanje. Prvo pomeni razpadanje kamnin brez spremembe njihove kemijske substance. V glavnem se dogaja zaradi temperaturnih sprememb, zavoljo katerih se kamnine raztezajo in krčijo ter zato razpokajo in omogočijo dostop vode v notranjost, ta pa ob zamrzovanju poskrbi za tretje kamnine. Povzročitelj mehanskega preperevanja pa so tudi npr. korenine rastlin. Takšno preperevanje je zlasti opaziti na brez rastlinske odeje zavarovanih predelih površja Zemlje: v puščavah, visokogorju, polarnih krajih in na golem krasu. Kemično preperevanje pa pomeni snovno razpadanje kamnin na manjše dele. Glavni dejavnik je tekoča voda s kislinami, zlasti ogljikovo. Sicer pa h kemičnemu preperevanju pripomorejo tudi kisik v zraku in kisline v humusu, pa alge in lišaji na površju kamnin ter mikroorganizmi (slednji način preperevanja nekateri viri ločujejo v od kemične skupine ločeno biološko preperevanje). Tudi krti in deževniki imajo svoj pomen zaradi prepuščanja atmosferskih vplivov pod površje s svojim ritjem.